# Tetanorhynchus longicornis
Tetanorhynchus longicornis är en insektsart som beskrevs av Bruner, L. 1913. Tetanorhynchus longicornis ingår i släktet Tetanorhynchus och familjen Proscopiidae. Inga underarter finns listade i Catalogue of Life.